# Дело Симпсона
Дело Си́мпсона (в оригинальных документах «Народ против Симпсона», англ. People vs. Simpson) — суд над американским футболистом и актёром О. Джей Симпсоном, который был обвинён в убийстве своей бывшей жены Николь Браун-Симпсон (англ. Nicole Brown Simpson) и её приятеля Рональда Голдмана (англ. Ronald Goldman).
Это было самое затяжное судебное разбирательство в истории Калифорнии (более девяти месяцев), где такого рода преступления предусматривают смертную казнь.

## Убийство
Подозреваемый встречался с Николь Браун, начиная с 1977 года, ещё будучи в браке с первой женой. Отношения с новой супругой они оформили спустя несколько лет, в 1985 году, а в 1992 году О. Джей и Николь развелись.
Известно, что в 1989 году Николь обращалась в полицию, «так как О. Джей собирался убить её». Когда полицейский наряд приехал в дом Симпсонов, Николь была сильно избита. Позднее она сняла своё обвинение, и власти не смогли привлечь мужа к ответственности.
Двойное убийство совершено поздно вечером 12 июня 1994 года в бывшем доме Симпсонов. Накануне Симпсон вместе с Николь был на школьном мероприятии, где выступала их восьмилетняя дочь Сидни (последняя вместе с пятилетним братом Джастином находилась в детской спальне на втором этаже в момент убийства).
В тот вечер экс-супруга спортсмена Николь ужинала в ресторане. Она, по версии следствия, забыла там свои очки, и её знакомый официант Рональд Гольдман завёз очки домой Николь. Предполагается, что они были любовниками на том этапе знакомства.
Оба были заколоты профессиональным ножом немецкого производства, который подозреваемый купил за три недели до трагедии. Голова женщины почти полностью отделена от туловища, её лицо было сильно изуродовано, а мужчине нанесены множественные смертельные ранения в шею, грудь и живот.
13 июня в 12:10 соседка Николь, привлечённая непрекращающимся лаем собаки породы акита-ину, подошла к дому и обнаружила тела убитых. Зафиксировано, что собака особенно интенсивно лаяла в районе 11 часов вечера накануне.
На допросе подозреваемый показал, что в момент убийства (с 22:00 до 23:00 12 июня) был якобы в 3 километрах и 200 метрах от места преступления, в своём доме.
Вечером того же дня на дорожке, ведущей к месту убийства, были обнаружены пятна крови, которая по своей группе была идентична группе крови самого Симпсона, а у него в саду найдена окровавленная перчатка на правую руку (левая при этом подобрана сыщиками на месте преступления).

## Погоня и задержание
Адвокаты убедили подозреваемого сдаться полиции добровольно в 11 утра 17 июня. Около тысячи репортёров собрались у здания полицейского участка. Но подозреваемый не появился. После этой неудачной попытки О. Джей Симпсона сдаться Роберт Кардашьян (англ. Robert Kardashian) прочёл письмо обвиняемого для СМИ. Это письмо впоследствии было интерпретировано многими как прощальное послание перед самоубийством.
Таким образом, Симпсон не стал сдаваться властям. В тот же день, 17 июня, Симпсон и его друг Эл Коулингс (англ. Al Cowlings) пытались тайно уехать из города. В 2 часа дня полиция объявила Симпсона в розыск.
С 18:50 телевидение включило прямую трансляцию погони. Симпсона не решились задержать, поскольку он приставил к своей голове пистолет и угрожал самоубийством. Через несколько часов, когда Симпсон прибыл к дому своей матери, полиции удалось уговорить его выйти из машины, и он был взят под стражу в 20:45 (фактически в доме своей матери).
18 июня его поместили в одиночную камеру центральной окружной мужской тюрьмы, где он находился до суда.

## Суд
23 января 1995 года в Лос-Анджелесе начался суд, накануне которого Симпсон объявил, что заплатит «500 тысяч долларов тому, кто наведёт следствие на след истинного убийцы своей бывшей жены».
Со стороны обвинения на процессе выступили 9 человек (другой источник утверждает, что за 24 недели подкрепления обвинением своей теории были привлечены показания 58 свидетелей) во главе с заместителем окружного прокурора Марсией Кларк (англ. Marcia Clark):
Сначала со стороны обвинения выступил шофёр Алан Парк, которого Симпсон вызвал в тот роковой день 12 июня к себе на дом для того, чтобы тот отвёз его в аэропорт (Симпсон собирался улететь в Чикаго). Шофёр рассказал, что он приехал к дому Симпсона в 22:22 и ему никто не открыл… Однако уезжать, не выполнив заказ, Парк не решился и продолжал периодически звонить в дверь, надеясь, что ему кто-нибудь откроет. Так продолжалось до 11 часов вечера. Именно в это время шофёр увидел, как с другой стороны к дому крадущейся походкой приблизился мужчина, разглядеть которого он не сумел.

Вывод обвинения: всё это время Симпсон не спал, а был на Банди-драйв, где совершил убийство. Однако защита тут же предъявила собственные аргументы против этого обвинения. Убийство произошло в 22:15, но в 22:20 соседи Симпсона видели его автомобиль «роллс ройс» на стоянке возле дома. Далее по словам соседа Симпсона актёра Като Кэлина, с 21:00 до 21:37 они вместе с Симпсоном ходили за гамбургерами. Кроме этого защита имела на руках ещё одно доказательство: между 22:00 и 22:10 Симпсон звонил по мобильному телефону своей любовнице Поле Барбьери. И хотя в тот момент той дома не оказалось, однако телефонная станция зафиксировала этот звонок.
По мнению обвинения, против Симпсона было слишком много улик, но присяжные вынесли оправдательный вердикт из-за множества процессуальных нарушений и недоверия ДНК-тестам в те годы. На пресс-конференции, последовавшей за оглашением приговора, прокурор Гил Гарсетти (англ. Gil Garcetti) подвёл итог:
Это был очень эмоциональный процесс. И похоже, решение присяжных было продиктовано именно чувствами, а не здравым смыслом.

### Расовый аспект
То, что обвиняемый темнокожий, а жертвы — белые, изначально придавало делу расовый акцент.
Защита настаивала на версии, согласно которой имел место сговор полицейских «из-за расистских убеждений». Полиция Лос-Анджелеса заслужила такого рода репутацию после жестокого задержания полицейскими Родни Кинга, которое было зафиксировано видеокамерой. После оправдания полицейских, участвовавших в том задержании, в городе вспыхнули «волнения 1992 года».
Согласно опросу, проведённому в день завершения процесса 3 октября 1995 года среди населения, не присутствовавшего на суде, а делающего выводы на основании различных публикаций, 73 % граждан США были согласны с обвинением, а 27 % — были против: статистика отражает тогдашнее соотношение между белым большинством и афро-американским меньшинством. Другие источники утверждают, что даже до того, как защита сильно поколебала уверенность общества в позиции обвинения, лишь 60 % белых сограждан и 12 % афроамериканцев были уверены в виновности обвиняемого, а позднее общественное мнение и вовсе склонилось к тому, что следует оправдать обвиняемого.
Среди 12 присяжных на процессе было 8 темнокожих женщин и 1 темнокожий мужчина, 1 латиноамериканец и только 2 белые женщины. Таким образом, 9 из 12 членов суда присяжных составляли  афро-американцы.

## Адвокаты
На начальном этапе обвиняемого защищал Роберт Шапиро (англ. Robert Shapiro), затем Джонни Кокран (англ. Johnnie Cochran).
Помимо версии «заговора полицейских», адвокаты Симпсона выдвигали и версию о колумбийской наркомафии, которая якобы намеревалась расправиться с подругой Николь — Фэй Резник (англ. Fay Resnik). Последняя, по словам адвокатов, задолжала наркодилерам и её заказали. Однако, поскольку обе женщины-ровесницы жили под одной крышей, убийца перепутал объект убийства.

### Роберт Кардашьян
После убийства Николь Симпсон и Рональда Голдмана О. Джей Симпсон жил в доме у Кардашьяна. Кардашьян был замечен несущим сумку О. Джея в тот день, когда последний прилетел из Чикаго. Прокурор полагал, что в чемодане могли находиться окровавленные после предполагаемого убийства вещи Симпсона или само орудие убийства, но это обвинение так и не было доказано, и произошедшая через несколько месяцев проверка сумки также не внесла никакой ясности.
Кардашьян возобновил действие своей адвокатской лицензии, чтобы помочь основным адвокатам Симпсона по делу, но по инициативе последнего стал главным защитником спортсмена.
Спустя некоторое время после завершения дела Симпсона, Кардашьян выразил сомнения в невиновности Симпсона; это привело к тому, что в штате Калифорния было приостановлено расследование по делу.
Этот эпизод временно испортил дружеские отношения, однако незадолго до смерти Кардашьяна они с Симпсоном снова сблизились, а после его смерти О. Джей Симпсон сказал:
Роб был рядом, когда я больше всего в этом нуждался

## После процесса
День оглашения оправдательного вердикта — 3 октября 1995 года — стал, по мнению журналистов, «праздником для всей чернокожей Америки».
В 1997 году Симпсон проиграл гражданский суд по тем же обвинениям. Согласно приговору Симпсона обязали выплатить семье погибшего Рона Голдмана сумму в 33,5 млн долл., которая с начисленными процентами к 2024 году достигла размера в 100 млн долл. По состоянию на 2018 год семья получила меньше 500 тысяч долларов.
Судейский комментарий:
Это самый предосудительный поступок из всех, осуждаемых обществом. В соответствии с уголовным законом Калифорнии он наказывается смертной казнью или пожизненным заключением без права помилования.

## В культуре
В 2007 году подозреваемый опубликовал книгу под названием «Если бы я сделал это» (англ. If I Did It), которая, по мнению многих, «являлась признанием Симпсона в совершении двойного убийства».
Делу Симпсона был посвящён первый сезон телесериала-антологии «Американская история преступлений», релиз которого состоялся в феврале 2016 года.
Делу Симпсона была посвящена 9-я серия 7-го сезона мультсериала «Гриффины», выход серии состоялся 15 марта 2009 года.
Делу Симпсона были посвящены 14-я серия 2-го сезона и 14-я серия 5-го сезона мультсериала «Южный Парк».
Делу Симпсона были посвящены 1-я серия 1-го сезона сериала «Третий лишний»
Дело Симпсона упоминается в книге Артура Хейли «Детектив» в конце второй главы.